# エゾミドリシジミ
エゾミドリシジミ（蝦夷緑小灰蝶 Favonius jezoensis）は、チョウ目シジミチョウ科に属するチョウの一つ。ゼフィルスと呼ばれるグループの一種。

## 概要
翅裏は灰色地で、暗灰色の縁取りを持つ白帯が縦に走る、ミドリシジミ類では一般的な模様。Favonius属の他のミドリシジミと同様、雄の翅表の光沢は青みが強く、野外での同定は訓練が必要。とくにジョウザンミドリシジミと似るが、本種の方が尾状突起が短く、前翅から後翅肛角にかけての白帯は等幅。白帯を縁取る暗灰色帯はジョウザンに比して濃い。
落葉広葉樹林に依存し、ブナ科のミズナラを主な食樹とする（コナラ・カシワの場合もあり）。越冬態は卵。幼虫はシジミチョウ科の特徴である小判形で白色。成虫は6月下旬から8月にかけて見られる。雄の占有飛翔は日中。訪花習性は強い。

## 分布
国内では北海道内陸部・本州の東北地方～中国地方の日本海側・三重県・奈良県・四国内陸部・北九州内陸部に分断されて分布する。日本固有種のため国外にはいない。